# Vultee V-48 Vanguard
Vultee V-48 Vanguard, mer känd under sin amerikanska arméflygbeteckning P-66, var ett amerikanskt jaktflygplan tillverkat av Vultee Aircraft, Inc. i början av andra världskriget. Sverige beställde 144 stycken i februari 1940 med beteckninen J 10, men när flygplanen var klara för leverans i september 1941 hade Franklin D. Roosevelt utfärdat ett vapenembargo mot Sverige och flygplanen togs i beslag av amerikanska staten. Flygplanen skeppades sedermera till Karachi där kinesiska piloter utbildades på flygplanen innan de flögs till Chengdu där de sattes in i strid mot Japan i andra kinesisk-japanska kriget.

## Historia
I slutet av 1930-talet började Richard Palmer vid Vultee Aircraft att konstruera ett jaktflygplan. Flygplanet hade stora delar gemensamt med företagets skolflygplan vilket gjorde det relativt billigt och snabbproducerat. Flygplanet som av tillverkaren fick beteckningen ”modell 48” premiärflög den 8 september 1939. Prototypen hade en lång motorkåpa och en stor propellerspinner vilket gav lågt luftmotstånd men dålig kylning för motorn. Produktionsflygplanen fick därför en konventionell kortare motorkåpa och en propeller utan spinner vilket gjorde motorn öppen framtill.
Redan innan Vultee hade rättat till problemen med kylningen beställde Sverige 144 stycken flygplan den 6 februari 1940. Sverige som fortfarande var en neutral nation i Europa hade skyndsamt börjat upprusta sin krigsmakt och var i desperat behov av moderna stridsflygplan. Baserat på erfarenheterna från prototypen började Vultee bygga en förbättrad version kallad ”modell 48C” för Sverige. Den hade kort motorkåpa, större roderytor, kraftigare beväpning och en ny kompressor som gav bättre prestanda på hög höjd. Den skulle i svenska flygvapnet ha fått beteckningen J 10. Det första serieproducerade flygplanet premiärflög 6 september 1940, men när flygplanen var klara för leverans i september 1941 hade Franklin D. Roosevelt utfärdat ett vapenembargo mot Sverige och flygplanen togs i beslag av amerikanska staten.
De beslagtagna flygplanen erbjöds först till Storbritannien som först tackade ja till 100 flygplan, men sedan ändrade sig sedan för att koncentrera sina inköp till de inhemska Spitfire och Hurricane. Fjorton flygplan tilldelades en jaktdivision i Oakland medan resten skänktes till Republiken Kina.
I slutet av maj 1942 anlände de tjugo första P-66:orna till Karachi som då låg i Brittiska Indien. Av de 128 stycken P-66:or skeppades från USA kom 104 så småningom fram till Karachi där piloter från tredje flygflottiljen i Republiken Kinas flygvapen väntade på dem. Eftersom de piloter från Flygande tigrarna som fanns på plats inte hade någon erfarenhet av P-66 och dessutom var upptagna med att utbilda kinesiska piloter på P-40 fick de kinesiska piloterna prova sig fram vilket ledde till många olyckor och haverier. Bara 79 flygplan kom fram till Chengdu, de första av dem i augusti 1942. De sattes in i strid i början på oktober och i slutet av 1942 var P-66 det vanligaste jaktflygplanet i Republiken Kinas flygvapen och användes av 3:e, 5:e och 11:e flygflottiljerna. Kenneth Warder som var Vultees representant i Kina rapporterade att flygplanen sällan var i luften och att största delen av de verktyg som levererats låg oanvända i förråd. Först i maj när Kejserliga japanska armén genomförde en markoffensiv söder om Yangtze som flygplanen började användas mer frekvent. När striderna intensifierades under 1943 kom P-66:orna att sättas in i strid flera gånger, främst för att möta japanska bombanfall. Några flygplan gick också förlorade genom vådabekämpning på grund av likheten med det japanska jaktflygplanet Nakajima Ki-43 Hayabusa.

## Varianter
- Vultee V-48A – okända detaljer
- Vultee V-48B – cirkulär motorkåpa med spinner[7]
- Vultee V-48C – cirkulär motorkåpa med spinner, senare med flamdämparförlängningar för noskulsprutorna med utelämnad spinner[8]
  - J 10 – Svensk jaktvariant med två 8 mm kulspruta m/22 och två 13,2 mm automatkanon m/39[9]
  - P-66 – Amerikansk jaktvariant med fyra 7,62 mm Browning M1919 kulsprutor och två 12,7 mm Browning M2 kulsprutor[9]
- Vultee V-48X – experimentell radmotorinstallation

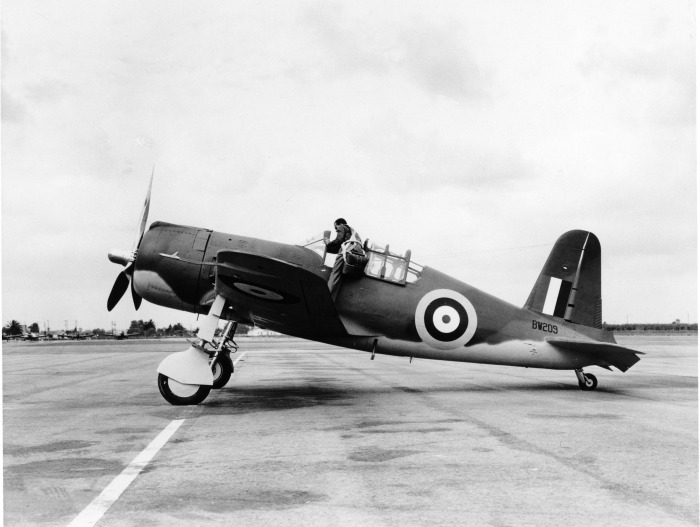
Vultee P-66 i brittisk märkning.
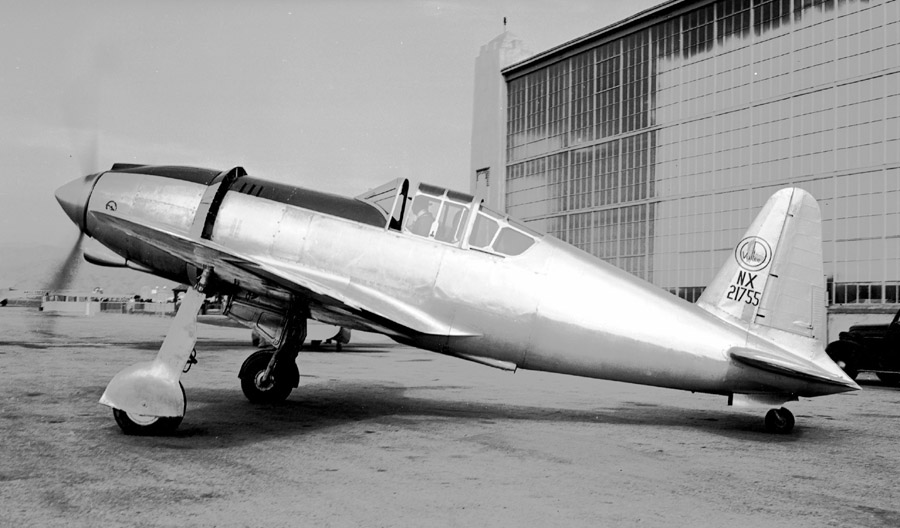
Vultee V-48X med ny radmotorinstallation.